# آگوستین
آگوستین معروف به آگوستین قدیس (Saint Augustinus) از تأثیرگذارترین فیلسوفان و اندیشمندان مسیحیت در دوران باستان و اوایل قرون وسطی محسوب می‌شود. او از شکل دهندگان سنت مسیحیت غربی (کاتولیک و پروتستان) به حساب می‌آید.

## زندگی
وی از قوم بربر در شمال آفریقا بود و در شهر تاگاسته یا سوق اهراس در ایالت رومی نومیدیه واقع در الجزایر کنونی متولد گردید. او از یک مادر مسیحی و پدر مشرک به دنیا آمد. در طفولیت و جوانی در آموزشگاهی به تحصیل پرداخت که دروسش سنگین و معلمانش فوق‌العاده سختگیر بودند. او مدتی در کارتاژ زندگی کرد و در این شهر بود که غرق در لذات دنیوی گردید و قسمت اعظم اوقات خود را صرف لهو و لعب می‌کرد. بعد به رم رفت و چندی در این شهر به تدریس پرداخت. از رم به میلان مسافرت کرد و در این شهر بود که رسماً مسیحی شد و سرانجام در سلک کشیشان درآمد. آگوستین در آغاز جوانی نه علاقه‌ای به دین داشت و نه فلسفه، و تمام اوقات خود را صرف مطالعه آثار ادبی می‌نمود، ولی پس از مطالعه آثار سیسرون به شدت به فلسفه علاقه‌مند گردید.
وی در ابتدا مانوی یا ثنویت گرا بود ولی به اعتراف خودش چون به بیهودگی این مذهب در بسیاری از عقاید و اندیشه‌هایش پی می‌برد به رم مهاجرت کرده و به مکتب فلسفی شکاکیون جدید ملحق می‌شود. پس از مدتی این مکتب فکری نیز او را اقناع نمی‌کند. در شهر میلان با شخصی با اندیشه‌های نوافلاطونی به نام «فلاویوس مائیوس تئودوروس» آشنا می‌شود و از همین راه به مکتب نوافلاطونیان وارد می‌شود. پس از آن به دین مسیحیت می‌پیوندد. پس از مدتی به مقام اسقفی شهر هیپو انتخاب می‌شود و در همین شهر نیز از دنیا می‌رود.
وی تا پایان عمر خود نیز تحت اندیشه‌های نوافلاطونی و مانوی بوده‌است و این امر دربسیاری از نظریات و آثار وی به روشنی نمایان است. آگوستین در آثار خود که راجع به تثلیث، چگونگی خلقت، حقیقت، نفس، مسئله گناه و ثواب، جبر و اختیار، نجات انسان به فضل الهی و… است، می‌کوشد تا حکمت افلاطونی را با اصول آیین نصاری تطبیق دهد و از این دو معجونی که مورد قبول آبای مسیحی باشد به وجود آورد.
شواهد بدست آمده نشان می‌دهد که آگوستین اعظم زنی به نام آمیلیا فرلیانو که ۱۲ سال معشوقه او بوده که در ۱۹ سالگی جفتشان برای نخستین بار با یکدیگر ملاقات می‌کنند و پسری نامشروع به نام آدئوداتوس داشته که در کتاب نهمش درباره بازگشت از مزارع و ملک هایش در ورساندروس می‌نویسد: 《آدئوداتوس، پسر تنی و میوهء گناهم، را هم همراه داشتم . تو او را به بهترین وجه ممکن آفریده بودی.تقریبا ۱۵ ساله بود ولی از نظر موهبات الهی و استعداد ذاتی پیشرفته‌تر از بسیاری از بزرگسالان و مردان فهمیدهء زمان خود بود.او هدیهء تو بود. خدای بزرگ، باید نزدت اعتراف کنم که تو با عظمت و بزرگواری بی کرانت اشتباهات همهء مارا به بهترین وجه به نفعمان جبران میکنی. من در وجود این پسر جز گناه سهمی نداشتم. این موضوع که او را بر اساس آموزش‌ها و قوانین تو پرورش داده بودیم، رعایت دستورات و فرمان‌های خودت بود و بس.اعتراف میکنم، که تمامی اینها هدایای تو بود.》
بعد از ۱۲ سال او رابطه خود را با فرلیانو به پایان می‌رساند، و با دختری ۱۱ یا ۱۲ ساله ازدواج می‌کند، طبق گفته های خود فرلیانو آگوستین قدیس نسبت به معشوقه خود(فرلیانو) وابستگی زیادی داشته به گونه ای که رابطه میانشان را دو روح در یک جسم توصیف می‌کند.
همچنین به گفته فرلیانو آگوستین قدیس گاهی نامه هایی به فرلیانو می‌نوشته و ابراز پشیمانی میکرده.
```
عاقبت آگوستین قدیس بعد از ۱۲ سال فرلیانو را با تاثیر پذیری از مادر خود موناکو راهی آفریقا می‌کند و از او قول می‌گیرد که هیچگاه با مردان دیگر وارد رابطه نشود و ازدواج نکند ؛ فرلیانو هم به قولی که از طریق واسطه گری موناکو به آگوستین اعظم داده بود عمل می‌کند.
```

او نامه ای به آگوستین اعظم بر روی پوست آهو نوشته که نسخه اصلی آن در دست نیست و تنها با استناد به کتاب زندگی کوتاه است  یوستین گوردر  قادر به خواندن نامه فرلیانو و حضور او در زندگی آگوستین قدیس پی می‌بریم.

## آراء و نظریات مهم آگوستین

### عقل و ایمان
در رابطه عقل و ایمان از دیدگاه آگوستین باید دوجنبه را در نظر گرفت:
1. منظور آگوستین از عقل، عقلی اشراقی است که آن از ناحیه خداوند به انسان علوم حقیقی را اشراق کند.
2. نظر آگوستین در رابطه عقل و ایمان به دو شکل است که این دو نظر متفاوت در دو دوره متفاوت از عمر وی ابراز می‌شود؛ که شرح آن به قرار زیراست:

نظر ابتدایی آگوستین این بود که ابتدا انسان باید ایمان آورد و پس از آن که ایمان آورد عقل آن تحت مقوله ایمان قرار می‌گیرد و در نتیجه عقل وسیله‌ای می‌شود درخدمت ایمان و آن هم برای
درک بهتر کتاب مقدس. همچنین به اعتقاد او انسان بدون ایمان نیز به مراحلی از علم و حقیقت می‌رسد که این همان علوم طبیعی است. چرا که ما می‌بینیم که فی المثل ۴=۲+۲ که این امر در نزد تمام ریاضیدانان چه مسیحی و چه غیر مسیحی مشترک است؛ و در نتیجه انسان بدون ایمان هم می‌تواند به کسب علوم و آن هم علوم طبیعی و ریاضی و… بپردازد ولی هیچگاه نمی‌تواند به حقیقت برسد مگر اینکه به مسیح ایمان بیاورد.
این اولین نظر آگوستین در رابطه عقل و ایمان تا حدودی نظری معتدل به‌شمار می‌آید؛ ولی نظر دیگر آگوستین که در اواخر عمر وی مطرح می‌شود از حالت اعتدال خارج می‌شود و به نوعی حالت
جزم گرایی سوق پیدا می‌کند. در نظر دوم آگوستین دربارهٔ رابطه عقل و ایمان وی معتقد است که
علم بدون ایمان روبه سوی انحراف دارد. وباعث گمراهی انسان‌ها می‌شود، پس انسان باید ابتدا ایمان بیاورد و در پرتو این ایمان است که می‌تواند از عقل استفاده کند چرا که در غیر این صورت به
گمراهی کشیده می‌شود. عقل پس از ایمان آوردن می‌تواند در سایه سار عقل الهی به حقیقت مطلق دست پیدا کند....
از دو دیدگاه بالا دیدگاه دومی دیدگاه غالب بر آگوستین دربارهٔ عقل و ایمان است.

### نظریه شناخت
دربارهٔ نفس، آگوستین دو نظر را در جاهای مختلف آن می‌پذیرد. یکی مِثل افلاطون نفس را جوهر بدن و امری که قبل از بدن نیز وجود داشته‌است می‌انگارد و معمولاً در مباحث فلسفی خودش دربارهٔ نفس از تعریف افلاطونی و افلوطینی نفس استفاده می‌کند؛ ولی در مقابل این تعریف، تعریف کتاب مقدس از نفس که آن عنصری است مجرد که پس از اینکه بدن به وجود آمد آن نیز به وجود می‌آید. این نظر مانند نظر افلاطون و افلوطین نیست که نفس را امری می‌دانستند که قبل از بدن نیز وجود داشته‌است. معمولاً آگوستین در بحث‌های کلامی خودش از تعریف کتاب مقدس دربارهٔ نفس بهره می‌گیرد؛ ولی درمجموع او تعریف افلاطونی نفس را می‌پذیرد و آن را امری مجرد وبرتر از بدن می‌داند و معتقد است که حتی عمل شناخت نیز توسط همین نفس صورت می‌گیرد. در واقع حواس پنجگانه هنگامی که چیزی را درک کردند شکلی از این ادراک است که درنفس منتقش می‌شود؛ و چون نفس نیز بر تمام بدن احاطه دارد پس کل بدن تحت شناخت و تأثیر نفس قرار دارد. این عمل شناخت حسی توسط نفس و از طریق بدن شکل می‌گیرد؛ و در واقع حواس پنجگانه آدمی تنها وسیله‌ای است برای شناخت انسان از امور بیرونی که شناخت نهایی توسط نفس صورت می‌گیرد.
درباب شناخت حقیقی او نیز مانند افلاطون معتقد است که شناخت و معرفت حقیقی از طریق عقل جزئی انسان صورت نمی‌گیرد چراکه عقل امری است شخصی و جزئی و معرفتی نیز که به آن تعلق می‌گیرد نیز
متعلق آن این جهان جزئی و متغیر است، پس شناخت حقیقی توسط این عقل استدلالی نمی‌تواند صورت بگیرد و بلکه توسط عقل اشراقی است که این معرفت حقیقی شکل می‌گیرد.
آگوستین به پیروی از افلاطونیان میانه مثل را در عقل خداوند قرار می‌دهد؛ و معرفت حقیقی معرفت به این مثل است که هیج گونه تغییری در آن‌ها ایجاد نمی‌شود و اموری کلی و ازلی هستند. در نتیجه انسان باید از طریق ایمان آوردن به مسیح این عقل اشراقی را کسب کند و از طریق این عقل اشراقی است که می‌تواند به حقایق عالم مثل دست پیدا کند. این عمل اشراق را آگوستین تحت تأثیر گنوسیها گرفته‌است. از دیدگاه او خداوند مانند نوری است که به این عالم می‌تابد و عالم عدم را به عالم وجود مبدل می‌کند. همچنین از طریق این نور است که انسان به حقیقت می‌رسد. این نور حقیقیت در همه افراد وجود دارد ولی عده‌ای از آن کمتر بهره می‌برند و تنها در حیطه علوم طبیعی باقی می‌مانند ولی عده‌ای دیگر با ایمان به مسیح فراتر از علوم طبیعی رفته و با عالم مثل ارتباط برقرار می‌کنند.

### خداشناسی
دربارهٔ اندیشه‌های آگوستین دربارهٔ خداشناسی این امر را باید ذکر کرد که در نظر آگوستین خدا را نمی‌توان با این عقل محدود و جزئی شناخت. خدا تنها و تنها از طریق عقل و آن هم عقل اشراقی است که مورد شناخت قرار می‌گیرد. خدا سرمدی، خیر محض، وجود مطلق و… است. در اینجا آگوستین از این سنت نوافلاطونی که به خداوند هیچ‌گونه لقبی را نمی‌داد دور می‌شود و القاب و صفات مختلفی را به خداوند نسبت می‌دهد. از دیدگاه او، مهم‌ترین صفت خداوند وحدت است؛ و این صفتی است که مشرکان را از مسیحیان متمایز می‌سازد. چرا که در تثلیث هر سه اقنوم یا شخص دارای وحدت جوهر هستند؛ زیرا اگر دارای وحدت جوهر نباشند پس دارای سه خدای متفاوت خواهیم بود و این امر مستلزم سه خدایی بودن و شرک در مسیحیت می‌شود. تمام صفات خداوند عین ذات او هستند زیرا درغیر این صورت دوگانگی بین ذات و صفات پیش می‌آید و در نتیجه خداوند مرکب خواهد شد که برای خداوند این امر نقص محسوب می‌شود. خدا جهان را بر اساس عقل خود ایجاد کرده‌است؛ و همچنین او تمام موجودات را در یک آن می‌شناسد تا عرض زمان بر او حمل نگردد. وی تنها خداوند را لایق این امر می‌داند که او را essentia بنامد. افلاطون عالم مثل را همان عالم معقول و عالم وجود مطلق یا ousia می‌دانست. آگوستین ترجمه ousia را به essentia پذیرفت و خداوند را وجود مطلق نامید. وی از سردمداران فلسفه ذات گرا essentaialist در مقابل فلسفه‌های جوهر گرا یا substantaialist است. معمولاً درتاریخ فلسفه کسانی که گرایش‌های ارسطویی را پذیرفته‌اند بیشتر جوهرگرا هستند؛ و کسانی که اندیشه‌های افلاطونی را پذیرفته‌اند بیشتر ذات گرا هستند. وجود حقیقی وجودی است که هیچ گونه تغییری در آن رخ نمی‌دهد. چرا که هر تغییر مستلزم نوعی عدم است. برای مثال هنگامی‌که شکوفه سیبی به یک سیب کامل تبدیل و تغییر می‌کند، پذیرفتن صورت سیب منوط است به عدم صورت شکوفه. پس وجود حقیقی در آن تغییری نیست چرا که هر تغییر مستلزم نوعی عدم است؛ و چون خداوند وجود مطلق است نیز هیچ گونه تغییر و شدنی در آن ایجاد نمی‌شود. این اصل را نیز آگوستین وامدار افلاطون و پارمنیدس و افلاطونیان میانه است.

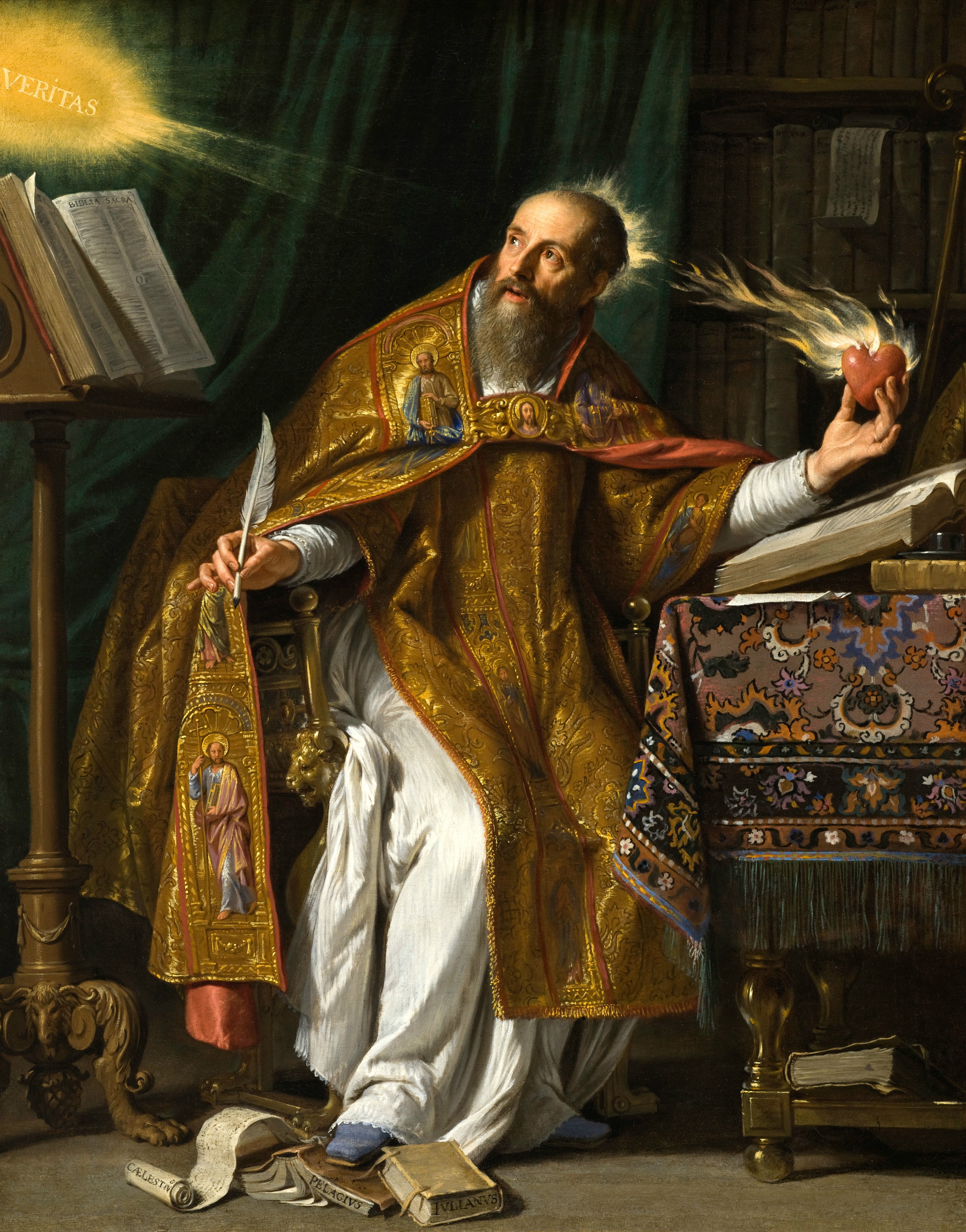
نگاره‌ای از آگوستین

### تثلیث
وی از نظریه پردازان بزرگ مسیحی در باب تثلیث است. از دیدگاه او خدای واحد و حقیقی از سه شخص تحت عناوین: پدر، پسر و روح‌القدس تشکیل یافته‌است؛ و خداوند درحقیقت از این سه شخص تثلیث است. آگوستین مهم‌ترین صفت خداوند را وحدت معرفی می‌کند؛ و بیان می‌کند که این امر است که مسیحیان را با مشرکان متمایز می‌کند. در واقع او این توجیه فلسفی را برای تثلیث بیان می‌کند که این سه شخص از نظر جوهر دارای وحدت اند تا ایجاد سه خدایی و شرک نشود. وی مقولات ارسطویی را دربارهٔ خداوند به سه بخش تقسیم می‌کند: مقولات مطلق، عرضی و حملی. سه مقوله جوهر، کم و کیف جزء مقولات مطلق اند. خداوند جوهر است و دو مقوله دیگر (کم و کیف) به صورت هم‌زمان بر او حمل می‌شوند؛ یعنی خداوند در عین اینکه جوهر است، عظیم (کم) و خیر (کیف) نیز هست؛ و این دو مقوله چون بنا به جوهر بر خداوند حمل می‌شوند با آن یکی هستند و مطلق اند. همچنین این دو مقوله هم‌زمان بر سه شخص تثلیث و کل تثلیث به عنوان واحد حمل می‌گردند. اصولاً هنگامی که می‌گوییم خدا هست و می‌باشد، یعنی عظیم است خیر است و … و در واقع بین بودن و عظیم بودن و خیر بودن او هیچ تفاوتی نیست؛ یعنی صفات خدا عین ذات اوست تا دوگانگی و ترکیب بین ذات وصفات ایجاد نگردد. به عقیده آگوستین رابطه بین سه شخص تثلیث بر اساس حمل اضافی است که صورت می‌گیرد؛ یعنی اگر یکی پدر است و یکی دیگر پسر این به واسطه روابطی است که بین این سه شخص درجریان است. مثالی هم که در این زمینه می‌زند مثال برده و ارباب است. هنگامی که یکی برده و دیگری ارباب است، این در واقع به واسطه رابطه‌ای است که بین این دو شخص برقرار است؛ و هنگامی که این رابطه از آن‌ها گرفته شود دیگر این نسبت ارباب و بردگی نیز ازبین می‌رود. یکی ارباب است به واسطه اینکه به دیگری حکم می‌کند، و دیگری برده‌است به واسطه اینکه باید فرمان‌پذیر باشد. در تثلیث نیز همین‌طور است یکی پدر است چون پسر از اوست و یکی پسر چون مولود پدر است. یکی نیز روح‌القدس چون از پدر و پسر است. هنگامی که رابطه ارباب و بردگی از آن دو شخص گرفته می‌شود نه چیزی به جوهر آن‌ها اضافه و نه کم می‌شود. بلکه رابطه آنهاست که فسخ می‌شود. در تثلیث نیز همین‌طور می‌باشد. هیچ چیزی به واسطه این روابط بین سه شخص تثلیث نه به جوهر آن‌ها اضافه می‌شود و نه از جوهر آن‌ها کم می‌شود بلکه رابطه بین آنهاست که باعث ایجاد تثلیث می‌شود. پس آگوستین به این وسیله این امر را که این سه شخص باید دارای سه جوهر باشند را توجیه می‌کند. آگوستین چون روح انسان را نیز امری خدایی می‌داند، آن را نیز به تبعیت از تثلیث به سه بخش تقسیم می‌کند و در واقع تثلیث را در روح نیز جاری می‌کند و آن را به سه بخش نفس، عقل و حیات یا فکر، شناخت و عشق تقسیم می‌کند.

### خلقت
از دیدگاه آگوستین خلقت از یک موجود سرمدی و ازلی یعنی همان خداوند است. همانطور که قبلاً ذکر شد مثل در عقل خداوند قرار دارد و این عقل همان خدای پسر است. خدای پدر با توجه به این مثل که شامل تمام حقایق در این جهان است، به ماده بی‌نظم جهانی (cahos) نظم می‌بخشد. همچنین این ماده در واقع همان علت مادی است که، مخلوق خداوند است و نه موجودی ازلی و بلکه موجودی است ممکن و حادث. وی برای خلقت دو امر را به عنوان اصول معتقدات مسیحی ذکر می‌کند که آن‌ها عبارت‌اند از:
1. خلقت از عدم است: از دیدگاه آگوستین خلقت از عدم است و، خدای آگوستین موجودی است که کافی است بگوید باش تا هرچیزی از جمله جهان موجود شود. پس خلقت امری ازلی نیست، بلکه زمانی را هم می‌توان تصور کرد که ماسوی خدا نبوده‌اند؛ و خداوند از این عدم و نیستی این جهان را آفریده‌است.
2. خلقت همراه با زمان است: چون خلقت از عدم است، پس زمانی بوده‌است که جهان نبوده‌است و در واقع زمان هم نبوده‌است؛ یعنی اینکه قبل از اینکه خداوند اراده کند تا جهان به وجود آید زمانی نبوده‌است و با اراده خداوند برای خلقت جهان بوده‌است که جهان موجود شده و زمان نیز

با آن پدید آمده‌است. پس خلقت با زمان بوده‌است و نه امری ازلی.
دربارهٔ مسئله خلقت امر دیگری نیز در فلسفه آگوستین مهم است و آن استفاده آگوستین از «نظریه عقول بذری» رواقیون است. وی بیان می‌کند که هر نوع از موجودی در واقع دربردارنده بذر انواع بعد از خودش می‌باشد؛ یعنی اولین زوج انسانی که به وجود آمده بودند، بذر تمام انسان‌های بعد از خودشان را در درون خود دارا می‌بودند؛ و این امر یعنی دربرداشتن انواع بعد از خود از هر انسان تا انسان دیگر وجود دارد. اگر قرار است که خداوند برای مثال …۳ انسان را در کره زمین بیافریند و به وجود آورد، بذر این …۳ نوع انسان در همان انسان ابتدایی قرار دارد و با مرگ هر انسان و متولد شدن انسانی دیگر از این نوع بذر کاسته می‌شود و آن از قوه بودن به فعلیت می‌رسد.

### مسئله شر ازنظر آگوستین
آگوستین مسئله شر را به دو طریق و آن هم اندیشه سنت‌های گذشته فلسفی حل می‌کند که آن نیز بر دو قسم تقسیم می‌شود و آن دو عبارتند از:
1. شر امری است عدمی: این نظریه را که شر امری است عدمی را آگوستین از سنت نوافلاطونیان به وام گرفته‌است؛ و این نظریه بر این تأکید دارد که شر را خداوند به وجود نیاورده است، و در واقع عدم وجود خیر همان شر است. برای مثال عالم مادی به ذاته امری شر نیست. بلکه در قیاس با عوالم دیگر است که در مرتبه‌ای پایین‌تر و نازل تر قرار می‌گیرد و شر محسوب می‌شود. در واقع شر بودن یا نبودن عالم ماده به خاطر (نداشتن و عدم) یا وجود عالم بالاتر از آن می‌باشد؛ و همچنین در مورد تاریکی و ظلمت نیز همین‌طور می‌باشد؛ یعنی اینکه ظلمت به صورت امری خارجی واقعاً وجود ندارد بلکه ظلمت عدم نور می‌باشد.
2. شر امری است نسبی: این نظریه را آگوستین از رواقیان گرفته‌است. اگر انگشتان دست انسان ظریف است و ممکن است که در اثر ضربه‌ای شکسته شود، این امری شر و بد محسوب نمی‌شود. اگر این ظرافت را انگشتان دست دارا نبودند دیگر انسان نمی‌توانست که آثار هنری بیافریند و حتی غذا بخورد. اگر دندان درد برای انسان دردناک است این امر ذاتاً شر محسوب نمی‌شود، بلکه این درد خود این هشدار را به ما می‌دهد که ضایعه‌ای در دندان‌های ما وجود دارد و ما باید آن را رفع کنیم. شر بودن درد دندان به خاطر درد آن امری است نسبی، چون در عین اینکه درد آن برای ما بد است و شر محسوب می‌شود، از آن طرف هم مفید و خوب است که ما را از ضایعه‌ای آگاه می‌کند، و این همان نسبی بودن شر را نشان می‌دهد.

### فلسفه تاریخ و سیاست
برخی از آنجا که آگوستین سوال‌هایی در مورد مبدا و مقصد تاریخ مطرح کرده و جواب داده‌است او را آغازگر فلسفۀ تاریخ غرب می‌دانند او مراحل تاریخ بشر را این گونه دسته‌بندی می‌کند: 
1. دورۀ اقامت یا سکونت در بهشت
2. اخراج یا رانده شدن
3. دورۀ حکومت تاریخ
4. ظهور مجدد یا رستاخیز

از آنجا که خدا در شش روز دنیا را آفرید، آگوستین شش دورۀ تاریخی برای بشر قائل شده‌است که به این ترتیب هستند: 
1. از آدم تا طوفان نوح
2. از نوح تا ابراهیم
3. از ابراهیم تا داود
4. از داود تا حکومت رومیان
5. از حکومت رومیان تا میلاد مسیح
6. از میلاد مسیح تا عصر حاضر

آگوستین به جهان به شکل ثنوی یا مانوی نگاه می‌کند. فلسفه تاریخ او در کتاب در باب شهر خدا یافت می‌شود. آگوستین ملت‌ها را در طول تاریخ به دو قطب شهر خدا و شهر دنیا تقسیم‌بندی می‌کند. مردم شهر خدا کسانی هستند که مرکزیت آن‌ها همان اورشلیم یعنی زادگاه عیسی مسیح است. اینان مردمی خدایی اند که به توحید اعتقاد دارند و به خداوند عشق می‌ورزند. نقطه مقابل این شهر شهر دنیا قرار دارد که مرکزیت آن‌ها شهر بابل است و این امر به خاطر فساد و فحشایی که در بابل آن زمان رایج بوده‌است، می‌باشد. مردم شهر دنیا انسان‌های مغرور و متکبر هستند و دین اینان ادیان چند خدایی است؛ یعنی مشرک هستند. نکتهٔ جالب توجه در نظریات آگوستین در این باره این امر است که او معتقد است که افرادی هستند که به ظاهر در شهر دنیا هستند ولی در واقع در شهر خدا هستند و همچنین عکس آن یعنی مردمی هستند که به ظاهر در شهر خدا اند ولی در باطن در شهر دنیا می‌باشند. این امر دیدگاه شمول گرایانه آگوستین به مسیحیت را نشان می‌دهد که از پایه‌های شکل‌گیری نظریه پلورالیسم دینی جان هیک در عصر حاضر است. در واقع در اینجا آگوستین صرف انجام اعمال ظاهری را مبتنی بر پذیرش مسیحیت نمی‌داند بلکه آنچه اهمیت دارد باطن و نیت اعمال است که برای عشق به خداوند صورت گیرد. همچنین این افراد شهر دنیا و شهر خدا در روز قیامت از یکدیگر جدا می‌گردند و در قیامت است که مشخص می‌شود که کدام اهل شهر دنیا و کدام اهل شهر خدا هستند. این نظریات از این حیث در مقوله فلسفه تاریخ می‌گنجد که در واقع آگوستین اقوام کل تاریخ را به دو قسمت تقسیم‌بندی می‌کند، یعنی به اقوام عالم از دیدی تاریخی می‌نگرد و همچنین به خاطر اینکه مسیحیت حاضر نتیجه گناه تاریخی است که از آدم تا حالا به افراد رسیده‌است. او سرآمد اصحاب دینی فلسفۀ تاریخ است. در مقوله فلسفه سیاست قرار می‌گیرد به این خاطر که اقوام و ملت‌های جهان را با ذکر نام شهر به عنوان مرکزیت این اقوام در دو قسمت شهر دنیا و شهر خدا تقسیم‌بندی می‌کند.

### زیبایی
به عقیده آگوستین در اشیاء زیبا نوعی آهنگ یا ریتم به چشم می‌خورد این ریتم بیانگر همان وحدت عددی و نظم دقیقی است که میان اجزاء و عناصر سازنده اشیاء برقرار است. این آهنگ یا ریتم آنچنان نزد او حائز اهمیت است که آن را منشأ همه زیبایی‌ها می‌داند اما این آهنگ نزد وی با معنای رایج آن تفاوت گسترده‌ای داشت.
به زعم وی مفهوم ریتم یا آهنگ کیفیتی است که قابل کاربرد و قابل اعمال در خصوص پدیده‌های عینی، ملموس مادی و معنوی است؛ بنابراین این آهنگ حد و مرز قالب‌ها را در هم می‌شکند، یعنی تنها میان اصوات یا اجرام وجود ندارد بلکه میان اذهان و حالت‌ها نیز می‌توان به وجود ریتم یا آهنگ برخورد. به عبارتی دیگر، آهنگ کلید زیبایی هر پدیده‌ای به‌شمار می‌آید.
از سویی دیگر، به عقیده وی، گرچه مفهوم کیفیت یا چونی یا حالت‌های مختلف موجود در اشیاء واجد اهمیت است اما زیبایی را صرفاً نباید و نمی‌تواند به کیفیت محدود ساخت. کیفیت منظور در این‌جا حضور وحدت تمامی یا حضور وحدت همه اجزاء سازنده یک شیء است.
زیبایی در عین حال باید نشانگر تفاوت و تضاد نیز باشد؛ زیرا تضاد و تفاوت خود بیان مراحلی از درجات استکمالی شیء زیبا به‌شمار می‌رود. او همچنین امر زیبا را از امر شایسته و مناسب متمایز می‌دانست. به زعم وی امر شایسته و مناسب صرفاً کیفیتی است نسبی، یعنی هر چیز در مقایسه و نسبت با چیز دیگر شایسته و در خور حساب می‌آید. علاوه بر این، او امر زیبا را از امر مطبوع و لذت بخش متمایز می‌دانست. اساس زیبایی صرفاً بر انتقال لذت یا انطباع خاطر محدود نمی‌شود.
آموزه‌های آگوستین در باب زیبایی را می‌توان با پاره‌ای آموزه‌های روان‌شناختی و انسان‌شناختی همراه دید. در تلقی آگوستین از زیبایی و آثار هنری وحدت و هماهنگی نقش بسیار تعیین‌کننده‌ای ایفا می‌کنند و به همین خاطر دیدگاه‌های زیباشناسی وی را اوج تکامل زیباشناسی قرون وسطی و مسیحیت به‌شمار می‌آورند.

### موسیقی
فلسفه موسیقی آگوستین تشدیدیافته نظریات افلاطون و نوافلاطونیان است. او موسیقی را بیشتر رشته‌ای از دانش می‌دانست تا یک کار یا عمل و مخاطبان خود را شهروندان تحصیل کرده‌ای در نظر می‌گرفت که موسیقی برای آنها نه یک حرفه، بلکه تنها یک فعالیت تفریحی بود؛ زیرا آگوستین عقیده داشت اگر موسیقی دانان حرفه ای علم موسیقی را درک کنند، از کار حرفه ای کناره‌گیری خواهند کرد.

## آثار
از مهم‌ترین آثار وی می‌توان به موارد زیر اشاره کرد:
- اعترافات: که زندگی‌نامه فلسفی-اعتقادی وی است. گفته می‌شود این اثر نخستین خودزندگی‌نامه‌ای است که در غرب نگاشته شده‌است.
- در باب تثلیث: که این اثر مهم به نوعی تبیین اعتقادی دربارهٔ تثلیث می‌پردازد.
- شهر خدا: کتابی است درباب فلسفه تاریخ و سیاست. آگوستین از پایه‌گذاران فلسفه سیاست در غرب محسوب می‌شود.
- درباب معنی لفظی کتاب سفر پیدایش: نشان دهندهٔ عقاید وی دربارهٔ خلقت وشکل‌گیری جهان است.
- درباب اصول عقاید مسیحی

اوگوستین این کشیش نامور در کتاب خود بر همستاری آیین مانی می‌نویسد:(هر گاه برای آبروی کیلسای کاتولیک نبود، من به انجیل باور نمی‌داشتم)
- درباب هشتادو سه سؤال مختلف
- رسالات علیه دین مانوی.